# 진도신비의바닷길축제
진도신비의바닷길축제는 전라남도 진도군에서 개최하는 축전이다. 바다 갈라짐 현상이 일어날 때 행사를 한다.